# Wereldkampioenschappen wielrennen 1992
De wereldkampioenschappen wielrennen 1992 werden gehouden in en rond het Spaanse Benidorm.
Gianni Bugno was in 1991 ook al de beste en wist zijn titel in '92 te verlengen. De Fransman Laurent Jalabert en de Rus Dmitri Konysjev werden in de sprint verslagen door de Italiaan en vervolledigden het podium. De Nederlander Steven Rooks eindigde als vijfde.
De wegwedstrijd voor de vrouwen ging niet door in dit olympische jaar. De tijdritdiscipline stond nog niet op het programma van dit wereldkampioenschap.
| Wegwedstrijd professionals (261,6 km) |                       |          |
| Plaats                                | Naam                  | Tijd     |
| Goud                                  | Gianni Bugno          | 6u34'28" |
| Zilver                                | Laurent Jalabert      | z.t.     |
| Brons                                 | Dmitri Konysjev       | z.t.     |
| 4                                     | Tony Rominger         | z.t.     |
| 5                                     | Steven Rooks          | z.t.     |
| 6                                     | Miguel Indurain       | z.t.     |
| 7                                     | Pjotr Ugrumov         | z.t.     |
| 8                                     | Luc Leblanc           | z.t.     |
| 9                                     | Luc Roosen            | z.t.     |
| 10                                    | Jean-Francois Bernard | z.t.     |
| 11                                    | Jens Heppner          | z.t.     |
| 12                                    | Federico Echave       | z.t.     |
| 13                                    | Thierry Claveyrolat   | z.t.     |
| 14                                    | Udo Bölts             | z.t.     |
| 15                                    | Johan Bruyneel        | z.t.     |
| 16                                    | Giancarlo Perini      | z.t.     |
| 17                                    | Gérard Rué            | +8"      |
| 18                                    | Rolf Sørensen         | +1'50"   |
| 19                                    | Stephen Hodge         | +2'05"   |
| 20                                    | Mike Engleman         | z.t.     |

1921 · 
1922 · 
1923 · 
1924 · 
1925 · 
1926 · 
1927 · 
1928 · 
1929 · 
1930 · 
1931 · 
1932 · 
1933 · 
1934 · 
1935 · 
1936 · 
1937 · 
1938 · 
1946 · 
1947 · 
1948 · 
1949 · 
1950 · 
1951 · 
1952 · 
1953 · 
1954 · 
1955 · 
1956 · 
1957 · 
1958 · 
1959 · 
1960 · 
1961 · 
1962 · 
1963 · 
1964 · 
1965 · 
1966 · 
1967 · 
1968 · 
1969 · 
1970 · 
1971 · 
1972 · 
1973 · 
1974 · 
1975 · 
1976 · 
1977 · 
1978 · 
1979 · 
1980 · 
1981 · 
1982 · 
1983 · 
1984 · 
1985 · 
1986 · 
1987 · 
1988 · 
1989 · 
1990 · 
1991 · 
1992 · 
1993 · 
1994 · 
1995 · 
1996 · 
1997 · 
1998 · 
1999 · 
2000 · 
2001 · 
2002 · 
2003 · 
2004 · 
2005 · 
2006 · 
2007 · 
2008 · 
2009 ·
2010 · 
2011 · 
2012 · 
2013 · 
2014 · 
2015 · 
2016 · 
2017 · 
2018 · 
2019 · 
2020 ·
2021 ·
2022 ·
2023 ·
2024 ·
2025 ·
2026